# Saint-Maximin, Gard
Saint-Maximin là một xã ở tỉnh Gard. Xã này có diện tích 9,9 km², dân số năm 1999 là 630 người. Khu vực này có độ cao trung bình 61 mét trên mực nước biển.